# 11. kolovoza
11. kolovoza (11. 8.) 223. je dan godine po gregorijanskom kalendaru (224. u prijestupnoj godini).
Do kraja godine imaju još 142 dana.

## Događaji
- 480. pr. Kr. – Bitka kod Termopila
- 1378. – bitka na rijeci Voži, prva velika ruska pobjeda nad mongolskom Zlatnom Hordom.
- 1492. – Aleksandar VI. je izabran za papu.
- 1655. – proglašena je u Hrvatskom saboru plemićka povelja Jurju, Petru i Marku Antolčiću (Antolchich de Schapovecz)
- 1943. – Drugi svjetski rat: Započeo je sastanak između Winstona Churchilla, F.D. Roosevelta, T.V. Soonga i W. L. Mackenzie Kinga poznat kao Prva Quebecka konferencija.
- 1945. – Žene dobile pravo glasa u Hrvatskoj, u okviru Jugoslavije.
- 1950. – belgijski princ Baudouin stupio je na dužnost namjesnika nakon što se njegov otac Leopold II., zbog generalnog štrajka, morao povući
- 1953. – u potresu na grčkoj zapadnoj obali i obližnjim otocima poginulo je oko 1000 ljudi
- 1965. – u crnačkoj četvrti Los Angelesa dogodili su se najteži rasni nemiri u SAD od 1943. u kojima je ubijeno 35, a ranjeno 800 ljudi
- 1999. - pomrčina Sunca, staza potpune pomrčine prelazila je Hrvatskoj susjedne zemlje Mađarsku i Srbiju

| - 1667. – Anna Maria Luisa de' Medici, posljednja od loze Medici († 1743.) - 1673. – Richard Mead, engleski fizičar († 1754.) - 1718. – Sir Frederick Haldimand, britanski kolonijalni guverner švicarskog podrijetla († 1791.) - 1833. – Kido Takayoshi, japanski političar († 1877.) - 1814. – Ivan Mažuranić, hrvatski pjesnik, jezikoslovac i političar († 1890.) - 1858. – Christiaan Eijkman, nizozemski liječnik, nobelovac († 1930.) - 1929. – Branko Bucalo, hrvatski novinar i prevoditelj - 1938. – Ante Kostelić, hrvatski skijaški trener - 1943. – Pervez Mušaraf, pakistanski političar i državnik († 2023.) - 1946. – Milan Gutović, srpski glumac († 2021.) - 1951. – Róža Domašcyna, njemačko-lužičkosrpska pjesnikinja - 1953. – Hulk Hogan, američki kečer († 2025.) - 1960. – Tomislav Ivković, hrvatski nogometni vratar i trener - 1969. – Sunčana Zelenika Konjević, hrvatska glumica - 1969. – Vanderlei Cordeiro de Lima, brazilski maratonac - 1997. – Elena Kitić, srpska pjevačica | - 480. pr. Kr. – kralj Leonida i 300 Spartanaca, herojski poginuli braneći Termopilski klanac - 353. – Magnencije, rimski uzurpator - 449. – Flavijan, carigradski patrijarh - 897. – Wilfred Dlakavi, grof od Barcelone - 1204. – Guttorm, norveški kralj - 1456. – Janko Hunjadi (Sibinjanin Janko) (* 1387.) - 1519. – Johann Tetzel, njemački protivnik Reformacije - 1890. – John Henry Newman, engleski kardinal (* 1801.) - 1956. – Jackson Pollock, američki slikar (* 1912.) - 1972. – Max Theiler, južnoafrički liječnik, nobelovac (* 1899.) - 1985. – Josip Badalić, hrvatski književni povjesničar, slavist (* 1888.) - 1994. – Marko Jozinović, nadbiskup vrhbosanski (* 1920.) - 1996. – Vangelia Pandeva Dimitrova Gušterova "Baba Vanga", proročica (* 1911.) - 2014. – Vladimir Beara, hrv. nogometni vratar, jedan od najboljih svih vremena (* 1928.) - 2014. – Robin Williams, američki glumac (* 1951.) - 2020. – Tonko Maroević, hrvatski pjesnik, književnik i akademik (* 1941.) |

## Blagdani i spomendani
- Sveta Filomena